# ジョージタウン (テキサス州)
ジョージタウン（Georgetown）は、アメリカ合衆国テキサス州の都市。ウィリアムソン郡の郡庁所在地である。人口は6万7176人（2020年）。州都オースティンの北45キロメートルに位置している。

## 概要
1848年に市として法人化した歴史ある都市である。ダウンタウンにはヴィクトリアン様式の風格ある商店が並んでいる。市内にあるサウスウェスタン大学は学生数1500人の小さな私立大学だが、テキサス州最古の歴史を誇る。近年はオースティン都市圏の拡大に伴いベッドタウン化が進行している。
ひなげし（レッドポピー）が市のシンボルになっており、毎年4月に「レッドポピー・フェスティバル」を開催している。

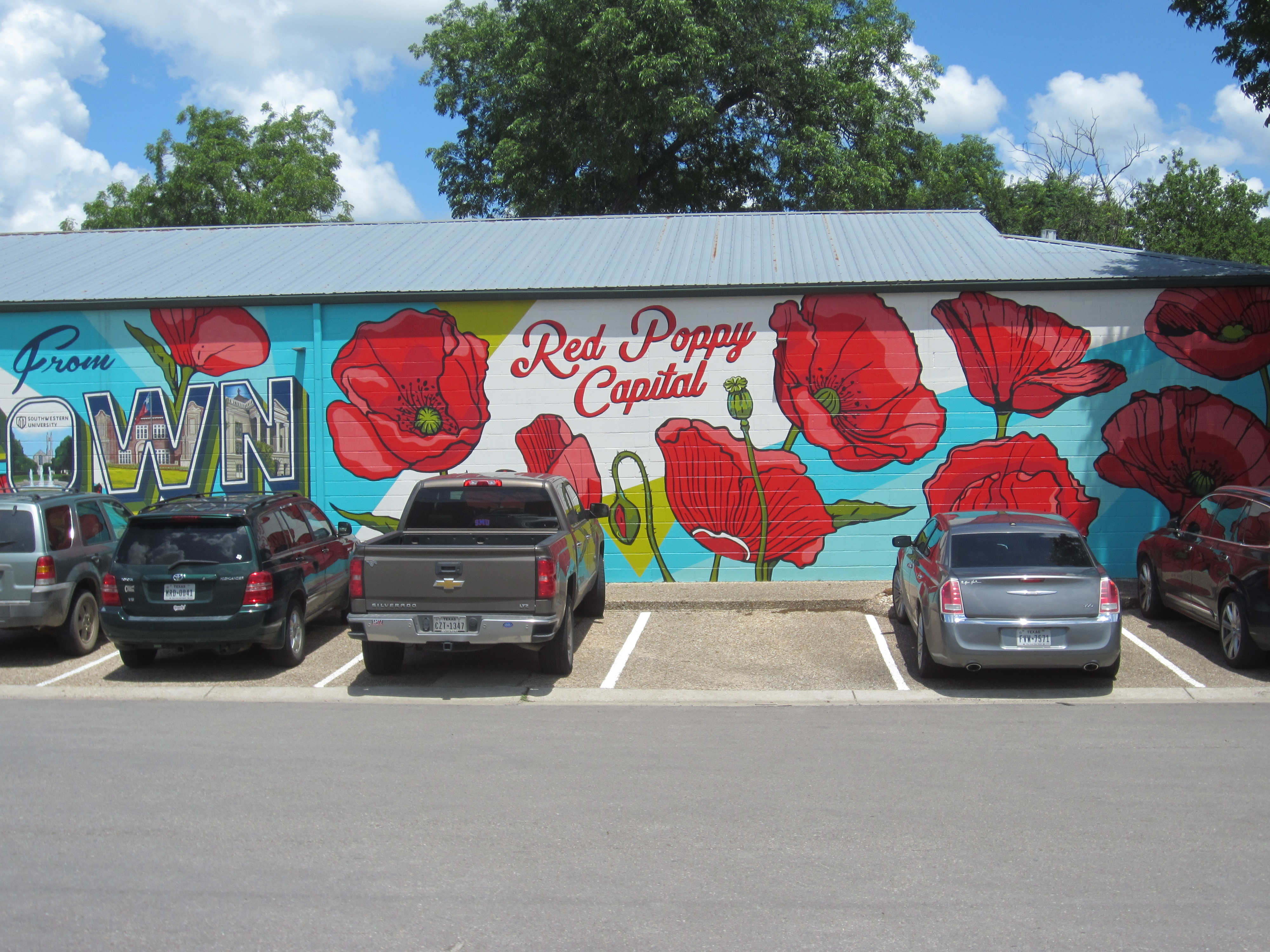
レッドポピー首都